# Coscinocera
Coscinocera là một chi large moths from the Saturniidae họ, that are được tìm thấy ở miền Australasia.
Chi này có loài Coscinocera hercules là loài bướm đêm lớn nhất ở Úc.

## Các loài
- Coscinocera amputata Niepelt 1936
- Coscinocera anteus Bouvier 1928
- Coscinocera brachyura Biedermann 1932
- Coscinocera butleri Rothschild 1895
- Coscinocera eurytheus Rothschild 1898
- Coscinocera heraclides Joicey & Talbot 1916
- Coscinocera hercules Miskin 1875
- Coscinocera heros Rothschild 1899
- Coscinocera joiceyi Bouvier 1927
- Coscinocera omphale Butler 1879
- Coscinocera rothschildi Le Moult 1933
- Coscinocera titanus Niepelt 1916

## Hình ảnh

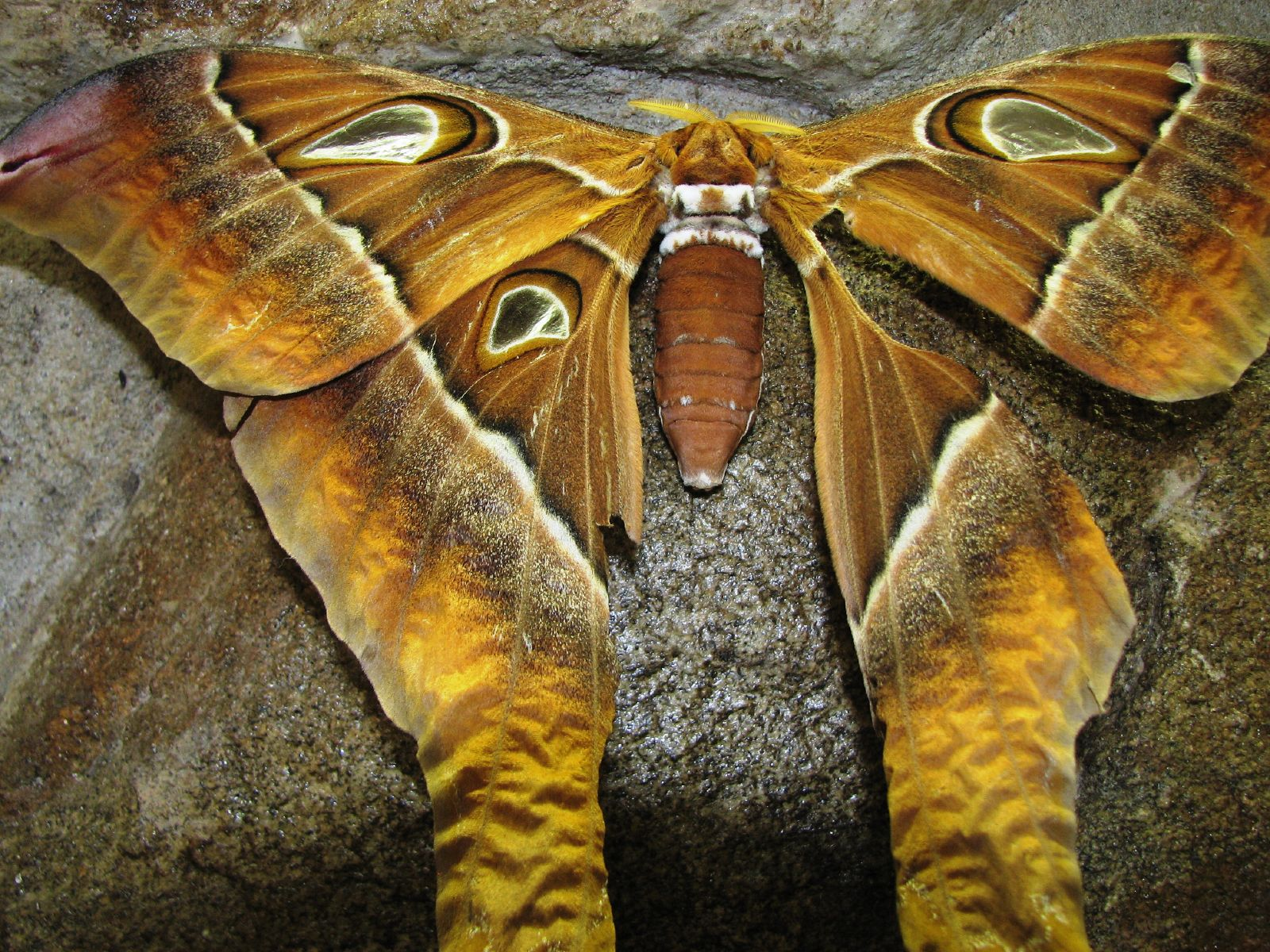